# Assemblée législative de l'oblast de Kaliningrad
VIIe législature
L'Assemblée législative de l'oblast de Kaliningrad (en russe : Законодательное собрание Калининградской области, Zakonodatelnoïe sobranié Kaliningradskoï oblasti), est le parlement monocaméral détenant le pouvoir législatif dans l'oblast de Kaliningrad. Avant le 14 avril 2022, le parlement s'appelait la douma de l'oblast de Kaliningrad (en russe : Калининградская областная дума, Kaliningradskaïa oblastnaïa douma), lorsqu'un renommage a été voté dans le parlement.
Le siège de l'assemblée législative est située dans le nord-ouest de l'ex centre historique de Kaliningrad, à quelques pas de la gare de Kaliningrad-Nord et de la place de la Victoire. Il est situé au no 17 de la rue Kirov.
Lors des dernières élections législatives qui ont pris places lors des élections infranationales russes de 2021, Russie unie a emporté la majorité des sièges (29), devançant de loin les autres partis du KPRF, du LDPR, de Russie juste et de RPPSS. Il y a en tout 40 sièges dans le parlement, qui sont renouvelés tous les cinq ans au cours d'un scrutin mixe.

## Pouvoirs
En accord avec le gouvernement, l'assemblée législative prépare les projets de lois. L'assemblée adopte la Charte (loi fondamentale) de l'oblast de Kaliningrad, les lois ainsi que les décrets. Elle possède le pouvoir de proposer les lois, d'avoir des commissions. Elle approuve le budget et les programmes de développement socio-économiques, établit les taxes, crée les procédures d'élections, met en œuvre les règlementations fédérales. Ekke contrôle le budget et son exécution, approuve et résilie les contrats.

## Siège
L'Assemblée législative siège au no 17 de la rue Kirov, près de l'ancien centre historique (qui ne l'est plus), dans ce qui était autrefois le quartier d'Altstadt de Königsberg. Aujourd'hui, le parlement se situe dans le raïon (arrondissement) Central. La gare de Kaliningrad-Nord n'est qu'à quelques pas vers le sud-est, ainsi que la place de la Victoire.

## Présidents
| Période           | Période           | Législature      | Président   | Président               | Parti | Parti       |
| Début             | Fin               | Législature      | Président   | Président               | Parti | Parti       |
| ----------------- | ----------------- | ---------------- | ----------- | ----------------------- | ----- | ----------- |
| 27 avril 1994     | 6 octobre 1996    | Ire législature  |             | Valéri Oustiougov (ru)  |       | Indépendant |
| 30 octobre 1996   | 5 novembre 2000   | IIe législature  |             | Valéri Oustiougov (ru)  |       | Indépendant |
| 28 novembre 2000  | 12 mars 2006      | IIIe législature |             | Vladimir Nikitine (ru)  |       | DVR (en)    |
| 28 novembre 2000  | 12 mars 2006      | IIIe législature | SPS         | Vladimir Nikitine (ru)  |       |             |
| 28 novembre 2000  | 12 mars 2006      | IIIe législature | Russie unie | Vladimir Nikitine (ru)  |       |             |
| 6 avril 2006      | 13 mars 2011      | IVe législature  |             | Sergueï Boulytchev (ru) |       | Russie unie |
| 2 avril 2011      | 18 septembre 2016 | Ve législature   |             | Marina Orgueïeva (ru)   |       | Russie unie |
| 6 octobre 2016    | 19 septembre 2021 | VIe législature  |             | Marina Orgueïeva (ru)   |       | Russie unie |
| 19 septembre 2021 | en cours          | VIIe législature |             | Andreï Kropotkine (ru)  |       | Russie unie |

## Histoire

### Irelégislature
Les premières élections législatives pour ce qui était alors nommé la douma de l'oblast de Kaliningrad ont eu lieu le 27 mars 1994, conformément à un décret du chef de l'administration régionale Iouri Matotchkine (en) du 24 janvier 1994 no 14, dans 21 circonscriptions uninominales, selon un scrutin uninominal majoritaire à un tour. 85 candidats s'étaient inscrits pour pourvoir les 21 sièges. À la suite des élections, 20 députés ont été élus, l'une des élections ayant été déclaré invalide car le nombre de bulletins valides était inférieur à 25% du nombre total d'électeurs. Le mandat était de deux ans.

### IIelégislature
Les élections pour la IIe législature ont eu lieu le 6 octobre 1996, selon un système mixte, avec 27 élus dans des circonscriptions uninominales selon un scrutin uninominal majoritaire à un tour ; et 5 à la proportionnelle dans une circonscription unique. Le mandat était de quatre ans.

### IIIelégislature
Les élections pour la IIIe législature se sont tenues le 5 novembre 2000, selon un système mixte, avec 27 élus dans des circonscriptions uninominales selon un scrutin uninominal majoritaire à un tour ; et 5 à la proportionnelle dans une circonscription unique. Le mandat était alors de cinq ans et demi.

### IVelégislature
Les élections afin d'élire la IVe législature ont eu lieu le 12 mars 2006, selon un système mixte,  avec 20 sièges élus dans des circonscriptions uninominales selon un scrutin uninominal majoritaire à un tour ; et 20 à la proportionnelle dans une circonscription unique. Le mandat était désormais de 5 ans.

### Velégislature
Les élections de la 5e législature ont eu lieu le 13 mars 2011. selon un système mixte toujours en vigueur, avec 20 sièges élus dans des circonscriptions uninominales selon un scrutin uninominal majoritaire à un tour ; et 20 à la proportionnelle dans une circonscription unique. Le mandat était désormais de 5 ans.
| Président de l'Assemblée législative        |       |        |      |                    |
| Marina Orgueïeva (ER)                       |       |        |      |                    |
| Parti                                       | Sigle | Sigle  | Élus | Groupe             |
| Majorité (22 sièges)                        |       |        |      |                    |
| Russie unie                                 |       | ER     | 22   | Russie unie        |
| Opposition (18 sièges)                      |       |        |      |                    |
| Parti communiste de la fédération de Russie |       | KPRF   | 6    | Communistes        |
| Parti libéral-démocrate de Russie           |       | LDPR   | 2    | Libéral-démocrate  |
| Russie juste                                |       | SRZP   | 2    | Russie juste       |
| Rodina                                      |       | Rodina | 2    | RPPSS              |
| Plateforme civique                          |       | GP     | 3    | Plateforme civique |
| Indépendant                                 |       | Ind.   | 3    | Hors groupe        |

### VIelégislature
Les élections de la 6e législature ont eu lieu lors des élections infranationales russes de 2016, le 18 septembre. Russie unie a pu augmenter son nombre de sièges aux dépens des autres partis.
| Président de l'Assemblée législative        |       |        |      |                   |
| Marina Orgueïeva (ER)                       |       |        |      |                   |
| Parti                                       | Sigle | Sigle  | Élus | Groupe            |
| Majorité (29 sièges)                        |       |        |      |                   |
| Russie unie                                 |       | ER     | 29   | Russie unie       |
| Opposition (11 sièges)                      |       |        |      |                   |
| Parti communiste de la fédération de Russie |       | KPRF   | 4    | Communistes       |
| Parti libéral-démocrate de Russie           |       | LDPR   | 4    | Libéral-démocrate |
| Russie juste                                |       | SRZP   | 1    | Russie juste      |
| Rodina                                      |       | Rodina | 1    | RPPSS             |
| Indépendant                                 |       | Ind.   | 1    | Hors groupe       |

### VIIelégislature
Les élections de la 7e législature ont eu lieu lors des élections infranationales russes de 2021, afin de renouveler les 40 sièges de l'Assemblée. Huit partis se sont présentés dans la circonscription unique pour pourvoir 20 sièges à la proportionnelle (Communistes de Russie, KPRF, Russie juste, RPPSS, LDPR, Russie unie, Rodina et Iabloko). Dans les circonscriptions uninominales (dont Nouvelles personnes), d'autres partis et des indépendants se sont présentés. À la suite des résultats, Russie unie a gardé sa majorité, en gardant le même nombre de sièges.
| Président de l'Assemblée législative              |       |       |      |                   |
| Andreï Kropotkine (ER)                            |       |       |      |                   |
| Parti                                             | Sigle | Sigle | Élus | Groupe            |
| Majorité (29 sièges)                              |       |       |      |                   |
| Russie unie                                       |       | ER    | 29   | Russie unie       |
| Opposition (11 sièges)                            |       |       |      |                   |
| Parti communiste de la fédération de Russie       |       | KPRF  | 6    | Communistes       |
| Parti libéral-démocrate de Russie                 |       | LDPR  | 2    | Libéral-démocrate |
| Russie juste                                      |       | SRZP  | 2    | Russie juste      |
| Parti russe des retraités pour la justice sociale |       | RPPSS | 2    | RPPSS             |

## Commissions
| Commission | Président                          | Parti | Parti | Circonscription                   |
| --- | ---------------------------------- | ----- | ----- | --------------------------------- |
| Commission de la politique économique et du développement des infrastructures                                              | Nina Ivanovna Fedorova             |       | ER    | n°10 - Baltiïsk / Iantarny        |
| Commission de l'agriculture, de l'utilisation des terres, des ressources naturelles et de la protection de l'environnement | Valeri Gueorguievitch Goubarov     |       | ER    | n°11 - Zelenogradsk / Svetlogorsk |
| Commission de la politique sociale, de la santé, de l'éducation, de la culture et des sports                               | Alexandre Vladimirovitch Nikouline |       | ER    | n°19 - Pravdinsk / Gvardeïsk      |
| Commission de la législation, de la construction de l'État, de l'autonomie locale et de la réglementation                  | Valeri Mikhaïlovitch Makarov       |       | ER    | n°2 - Kaliningrad                 |
| Commission des relations internationales et interrégionales, de la sécurité et de l'ordre public                           | Vadim Guennadievitch Sniguirev     |       | ER    | n°20 - Mamonovo / Bagrationovsk   |
| Commission du budget, des impôts et des finances                                                                           | Dmitry Guennadievitch Kisselev     |       | ER    | Proportionnelle                   |

### Documentation
: document utilisé comme source pour la rédaction de cet article.
- (ru) Assemblée législative de l'oblast de Kaliningrad, Историческая справка о Законодательном Собрании Калининградской области [« Contexte historique de l'Assemblée législative de la région de Kaliningrad »] (lire en ligne)
- (ru) Устав (Основной закон) Калининградской области [« Charte (loi fondamentale) de l'oblast de Kaliningrad »] (lire en ligne)